# Lubna de Córdoba
Lubna de Córdoba o de Medina Azahara (Medina Azahara, siglo X) fue una esclava e intelectual andalusí de la segunda mitad del siglo X, durante el califato de Córdoba, famosa a causa de sus conocimientos en gramática, y por la calidad de su poesía. Era la secretaria personal del califa de Córdoba, Alhakén II.

## Biografía
No se saben sus fechas de nacimiento y fallecimiento exactos, ya que no existen registros de la época que relaten su vida. Se sabe que nace en una familia esclava que trabajaba en el palacio de Abderramán III, Medina Azahara, y que se crio entre sus muros.
Muy pronto destacó por su inteligencia y consiguió un puesto de copista en la biblioteca, que le daría poco después el papel de organizadora de la biblioteca. Según las crónicas árabes, durante la época de Alhakén II, se podían encontrar en algunos arrabales de la ciudad, más de 170 mujeres letradas, encargadas de copiar los libros, un dato que nos da una idea de la cultura, así como del papel de las mujeres durante el reinado de este cultivado califa. Además de Lubna, la historia ha conservado el nombre de Fátima, otra secretaria de Alhakén II.
Manumitida, aparte de secretaria mayor del califa (kátiba al-kubra), se le han atribuido múltiples funciones: copista, escribiente, experta en adquisiciones de la biblioteca real, secretaria privada, y matemática. Es por esto que fue nombrada conservadora de la Gran Biblioteca de Córdoba, dirigiendo más de 500 000 libros. En la biblioteca de Córdoba, Lubna estaba encargada de reproducir, escribir y traducir muchos manuscritos. También ella, junto al judío Hasday ibn Shaprut, fue la impulsora de la creación de la famosa biblioteca de Medina Azahara. No era simplemente una escritora y una traductora, sino que también realizaba comentarios de dichos libros. A lo que se añade ser maestra de niños pobres en al-Ándalus, enseñándoles matemáticas.
Lubna viajó a través del Oriente Medio buscando libros para añadir a su biblioteca en El Cairo, Damasco y Bagdad. Fue responsable de la copia de muchos textos importantes, así como de proporcionar anotaciones de su puño y letra en las que indicaba la procedencia del autor y una breve reseña de la obra; incluso, de escribir su propia poesía sobre la vida en el palacio.

## Homenaje
Desde 2019, por decisión del Ayuntamiento, una calle de la ciudad de Córdoba, lleva el nombre Escriba Lubna, en su homenaje.